# Dvosmislena avantura
Dvosmislena avantura (L'Aventure ambiguë) roman je senegalskog pisca Cheikha Hamidoua Kanea, objavljen 1961. godine, o interakciji i sukobu zapadne i afričke kulture. Osvojio je nagradu Grand prix littéraire d'Afrique noire d'expression française 1962. godine.
Njegov junak je dječak etničke grupe Fulani koji odlazi studirstu u Francusku, gdje gubi kontakt sa svojom islamskom vjerom i senegalskim korijenima.

## Kontekst
U Parizu je autor – suočen sa svakodnevnim sukobom svoje kulture s europskom – započeo svoj roman, Dvosmislena avantura, autobiografsku pripovijest koja se bavi dubokim kulturnim dilemama Afrikanaca. Protagonist, Samba Diallo, podsjeća na Kanea samog u mladosti, s istim podrijetlom, istim obrazovanjem i istim problemima koji su vjerojatno tištili autora.

## Sažetak
Upoznajemo dječaka koji se zove Samba Diallo, protagonista, koji proučava Kuran. Njegov ga je otac, Vitez, predao u ruke šefa plemena Diallobe, kako bi slijedio nauk strogog učitelja Kurana, Thierna. Učitelj ga tuče i zbog najmanje pogreške u njegovim recitacijama molitvi. Ipak, shvaćamo da stvari nisu baš takve kao što se čine. Učitelj nije samo sadist : on kod djeteta brzo primjećuje iznimne kvalitete, i kažnjava Samba kako bi dostigao još veću izvrsnost, jer on vjeruje da dječak ima božanski dar. Samba je vrlo posvećen učitelju.
Istovremeno, ljudi plemena Diallobe su demoralizirani – Francuzi su osvojili njihovu zemlju. Sestra od poglavice plemena, autoritarna žena poznata kao La Grande Royale, saziva sastanak zajednice i predlaže da se djecu elite treba poslati u jednu od novih zapadnjačkih škola kako bi naučili umijeće " pobjeđivanja bez da se je u pravu." Samba, nadaren učenik i sin oca visokog roda, prvi je kandidat.
Šef plemena Diallobe dvoji treba li ga se poslati u zapadnjačku školu, učitelj je protiv, ali oni slijede preporuke La Grande Royale. Samba se pokazuje kao odličan student, uči vrlo brzo te je nastavljastudij u Parizu.
U Parizu, Samba se osjeća izolirano i rastrgano između dvije kulture, ali se ističe u svojoj zapadnjačkoj školi kao i u školi Kurana. Sambu zapadno obrazovanje ostavlja s nelagodanim osjećajem kojeg ne može definirati.
Susreće Lucienne i Pierre-Louisa, s kojim je raspravlja o međusobnom sukobu i utjecaju kultura. Njegov otac ga zatraži da se vrati u Afriku, što on radi i učini. Upoznaje čovjeka koji je poludio u Europi, koji mu predlaže da naslijedi učitelja Thierna, koji je umro. Međutim, Samba je izgubio vjeru u Boga i on ne može to napraviti. Na kraju priče, čak i Samba poludi, te umire, i tako završava dvosmislenost svoje avanture.

## Sukob kultura
Radi se o mladiću uhvaćenom između tradicionalne islamske vjere svojih predaka i zapadne materijalističke kulture bez duše, zbog čega postaje lišen kulture. Roman istražuje sukob dviju kultura, kao i mnogi drugi afrički romani. Ipak, roman više opisuje sukob u duhovnom i vjerskom smislu nego uobičajeno u gospodarskom i političkom smislu – što otkriva dublje nijanse ljudske stvarnosti. Kane pokazuje nemogućnost pomirenja dvije kulture koje se uvelike razlikuju.
Ono što daje snagu romanu je način na koji Kane pokazuje sukobljene vrijednosti : stara škola Kurana nasuprot nove francuske škole temeljene na znanosti; učitelj Kurana nasuprot francuskom racionalističkom; i sam junak nasuprot luđaka koji odbija zapadnu kulturu.

## Značenje
Roman otkriva kulturne probleme uzrokovane dekolonizacijom i one kulturnog identiteta, zajednice, vjere. Ova priča o mladom, kulturološki rastrganom senegalskom studentu u Parizu, osvojila je nagradu Grand prix littéraire d'Afrique noire d'expression française 1962. godine. Roman je preveden na tridesetak jezika, i o njemu se uči na sveučilištima širom svijeta. Priča je predmet studija, radova, članaka i filmskih i kazališnih adaptacija. Ovo je klasično djelo afričke književnosti, dio kanona, i još uvijek je relevantno.